# ريتشارد أكسل
ريشارد أكسل (بالإنجليزية: Richard Axel)‏ (ولد في 2 يوليو 1946) هو عالم أعصاب أمريكي ولد في نيويورك وعمل على نظام الشم وحاز على جائزة نوبا عام 2004 مع ليندا باك وهي عالمة أيضاً كانت في نفس مجموعة البحث.
في عام 1991 قاموا بنشر ابحاثهم عن نسخ جينات المستقبلات الشمية أشاروا أنها تعود لعائلة مستقبلات المزدوجة للبروتين "G"، بتحليل "DNA" لجرذ قاموا بتحديد آلاف الجينات للمستقبلات الشمية في الثدييات، وهذا فتح الباب للتحليل والجيني والجزئي لتقنية الشم.

## روابط خارجية
- ريتشارد أكسل على موقع الموسوعة البريطانية (الإنجليزية)
- ريتشارد أكسل على موقع مونزينجر (الألمانية)
- ريتشارد أكسل على موقع إن إن دي بي (الإنجليزية)